# Лайонс Гібралтар
«Лайонс Гібралтар» (англ. Lions Gibraltar F.C) — футбольний клуб з Гібралтару. Виступає у Прем'єр-дивізіоні на стадіоні «Вікторія». Цей клуб обслуговує різноманітний місцевий спортивний футбол на всіх рівнях, хокей та басейн. Клуб багато зусиль доклав для розвитку молодіжного футболу й має виграші у лігах U7, U11, U13 та U15.

## Історія
Клуб заснований у 1966 році як англ. Lions Football Club, коли група друзів вирішила створити команду після ейфорії Англії, яка виграла Чемпіонат світу 1966 року. Звідси й три леви на клубному значку. Після тихої 45-річної історії клуб злився з англ. Gibraltar United у 2011 році. Проте вже через 3 роки англ. Gibraltar United відділився в 2014 році. Член-засновник і перший президент був пан Альфред Сен (англ. Alfred Sene), який 1966 року заснував клуб з нуля. З моменту виходу на пенсію пана Сена (1986 рік) у клубі п'ятьох президентів — Серджіо Пароді, Роберт Ханлін, Ентоні Ріссо, Денніс Нуза (14 років) до поточного пана Александра Греча (англ. Alexander Grech). 